# Кейс-Вестерн-Резерв университет
Кейс-Вестерн-Резерв университет (англ. Case Western Reserve University, часто просто Case Western или Case) — частный исследовательский университет в Кливленде, штат Огайо, США. По версиям различных рейтингов, входит в число 200-250 лучших университетов мира.

## История
Образован в 1967 году слиянием Кейсовского технологического института (основанного в 1881 году филантропом Леонардом Кейсом-младшим) и Университета Западного резервного района (основан в 1826 году). Именно в этом университете будущий нобелевский лауреат Альберт Майкельсон проводил свои опыты по изучению зависимости скорости света от направления.

## Профиль
Университет занимает 158 место в рейтинге лучших университетов мира по версии журнала Times Higher Education и 213 позицию в рейтинге вузов мира, составленном агентством Quacquarelli Symonds. Среди сотрудников и выпускников университета насчитывается 16 нобелевских лауреатов. Университет особенно известен исследованиями в областях электрохимии и электрохимической инженерии.

## Известные сотрудники и выпускники
- Альберт Майкельсон — физик, нобелевский лауреат
- Кнут, Дональд Эрвин — учёный в области информатики.
- Джон Маклауд — нобелевский лауреат, открывший инсулин
- Фредерик Роббинс — нобелевский лауреат, создатель вакцины против полиомиелита
- Фредерик Райнес — физик, нобелевский лауреат, открыл частицу нейтрино
- Роджер Желязны — писатель-фантаст, трехкратный лауреат премии «Небьюла» и шестикратный лауреат премии «Хьюго»
- Пол Бакхейт — программист и бизнесмен, создатель Gmail